# تشارلز إرفينغ مارتن
تشارلز إرفينغ مارتن (بالإنجليزية: Charles Irving Martin) ( 1871 – 1953 م) هو ضابط أمريكي، ولد وتوفي في مقاطعة أوغل (إلينوي).